# Alfahenfald
Alfahenfald er en type radioaktivt henfald hvor en atomkerne udsender en alfapartikel (to protoner og to neutroner i en sammenbundet tilstand, der svarer til kernen i helium) og dermed henfalder til en kerne med massetal og atomnummer henholdsvis 4 og 2 lavere. Eksempelvis alfahenfaldet uran til thorium:
{\displaystyle {}^{2}{}_{92}^{38}{\hbox{U}}\;\to \;{}^{2}{}_{90}^{34}{\hbox{Th}}\;+\alpha }
Da den udsendte alfapartikel er en kerne fra helium-4, kan henfaldet også betragtes som en fissionsproces hvor moderkernen splittes i to mindre datterkerner. At det den ene datterkerne netop bliver en alfapartikel, kan begrundes med alfapartiklens usædvanligt stabile binding.
Alfapartikler har efter udsendelse typisk en kinetisk energi omkring 5 MeV hvilket svarer til en hastighed omkring 15.000 km/s, kun ca. 5% af lysets. På grund af deres relativt store masse, deres ladning på +2e og deres relativt lave hastighed, er alfapartiklerne meget tilbøjelige til at vekselvirke med andre atomer og afgive den kinetiske energi. Deres bevægelse stoppes derfor effektivt af få centimeter luft eller f.eks. et stykke papir.
Alfa-stråler kan ikke trænge gennem huden, men de er meget farlige inde i kroppen, da de har en stor ioniseringsevne. Dog kan øjets hornhinde godt blive beskadiget af alfa-stråler.
Nu om dage anvendes alfa-radioaktive stoffer til mangfoldige formål. I rumsonder, der skal flyve ud i den ydre del af Solsystemet langt væk fra Solen, bruges den frigjorte energi til opvarmning af en del af sonden. Ved brug af termoelementer kan man så udnytte temperaturforskellen mellem sondens varme indre og det kolde verdensrum til at frembringe et spændingsfald, der kan holde sondens elektronik i gang. Til visse former for cancerterapi benyttes alfa-radioaktive stoffer, fordi alfa-partiklerne på gund af deres kraftige ionisering afsætter en stor energimængde inden for en lille strækning.